# Villenoy
Villenoy is een gemeente in het Franse departement Seine-et-Marne (regio Île-de-France) en telt 3542 inwoners (1999). De plaats maakt deel uit van het arrondissement Meaux.

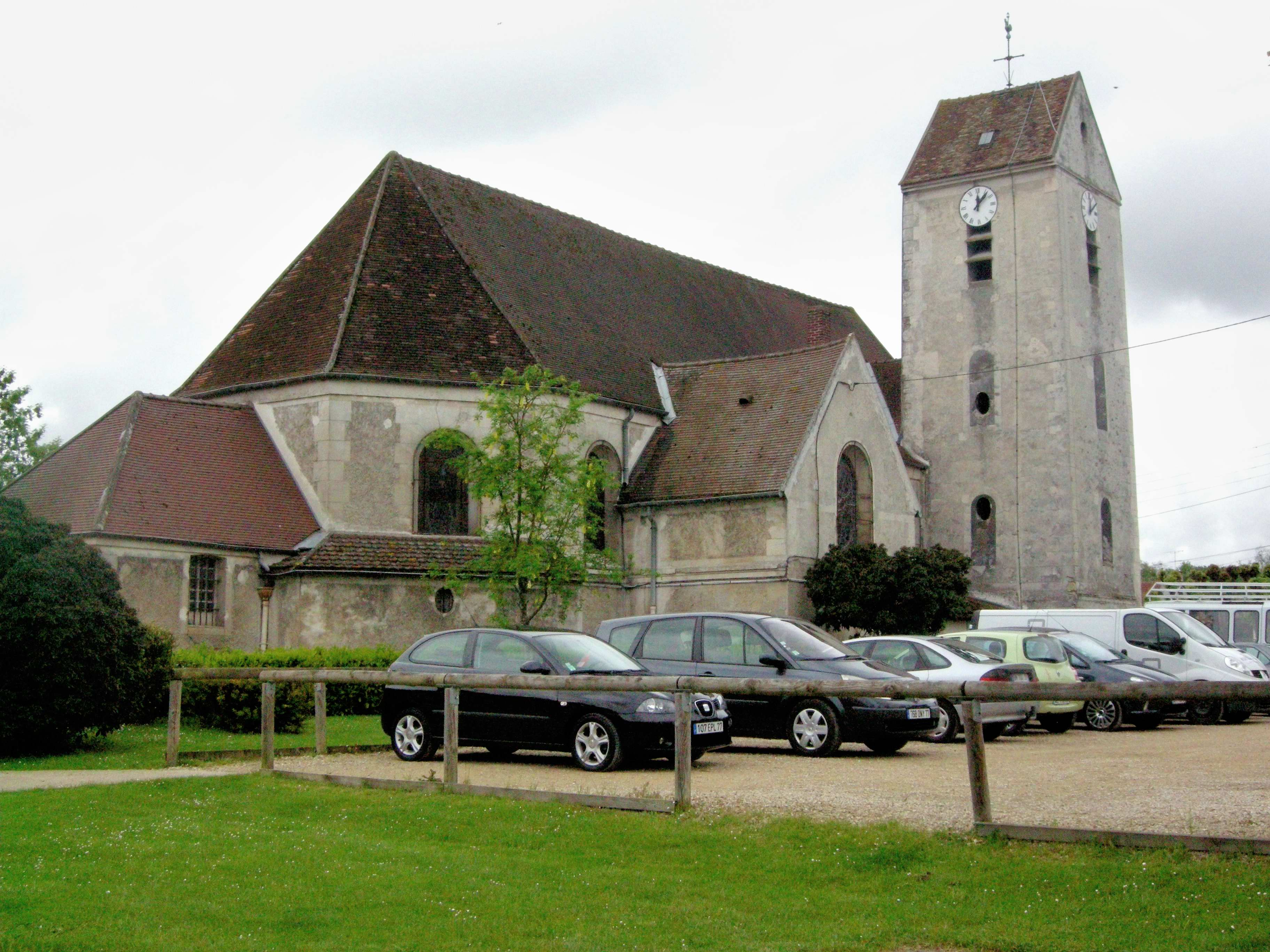
Kerk van Villenoy
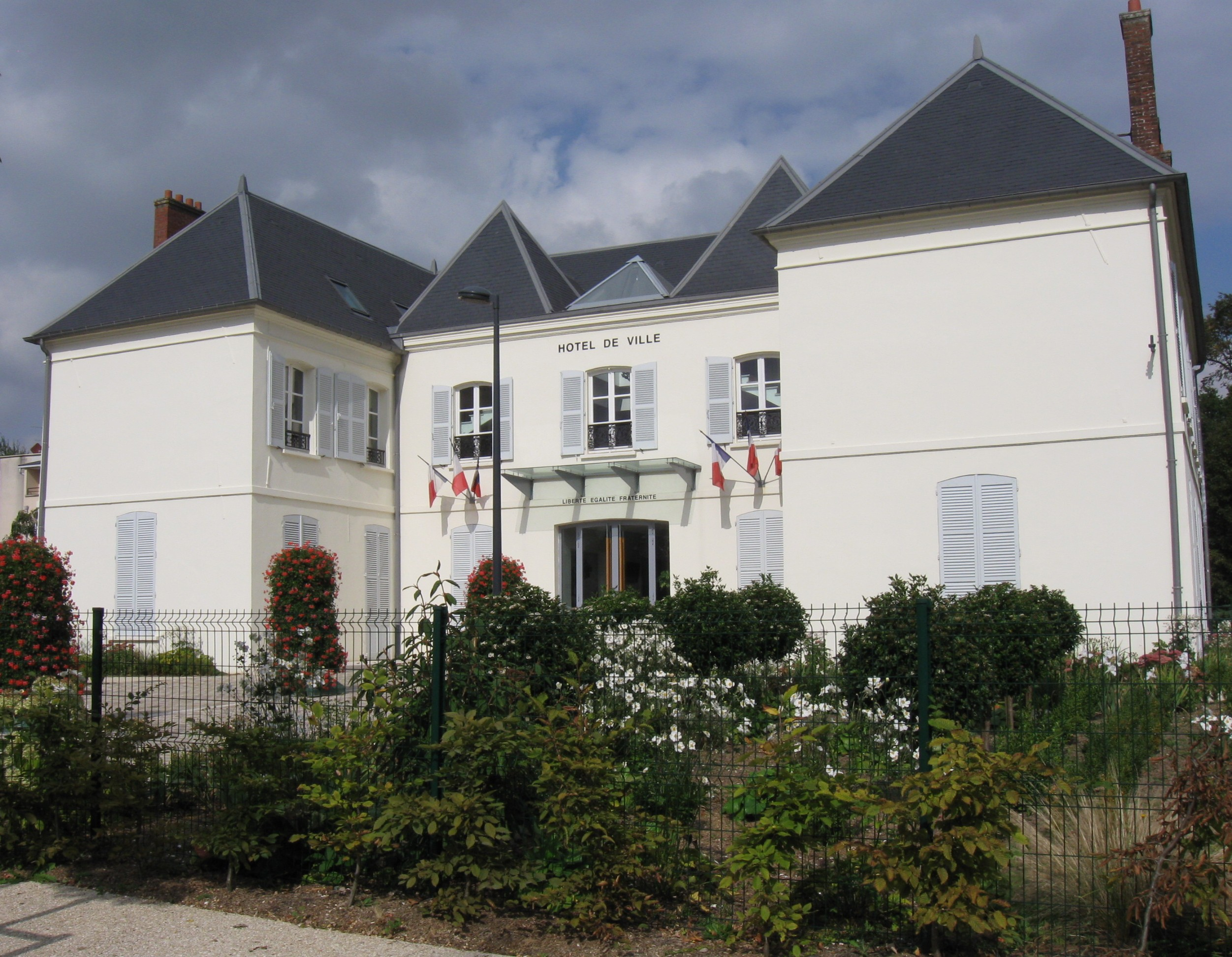
Gemeentehuis

## Geografie
De oppervlakte van Villenoy bedraagt 7,4 km², de bevolkingsdichtheid is 478,6 inwoners per km².
De onderstaande kaart toont de ligging van Villenoy met de belangrijkste infrastructuur en aangrenzende gemeenten.

## Demografie
Onderstaande figuur toont het verloop van het inwonertal (bron: INSEE-tellingen).